# Sinjido
Sinjido (en coréen : 신지도) est une île de la mer du Japon située au large de la côte de la province du Jeolla du Sud, en Corée du Sud. Elle a une superficie de 30,99 km². Son point culminant est le Sangsan (324 m). Depuis 2004, elle est reliée au district de Wando par un pont.